# I Can't Stand the Rain (Tina Turner)
I Can't Stand the Rain è un singolo di Tina Turner pubblicato nel 1985, il sesto tratto dall'album Private Dancer, cover dell'omonimo brano scritto e lanciato nel 1973 da  Ann Peebles.
Il singolo non riuscì a bissare il successo dei singoli precedenti, non entrando neppure nella top 50 della Billboard Hot 100. Tuttavia ebbe un notevole successo in Europa, entrando nella top 20 di Francia, Svizzera, Irlanda, Germania ed Austria.

## Tracce
Singolo 7"
1. I Can't Stand the Rain – 3:40
2. Let's Pretend We're Married – 4:22

Maxi singolo 12"
1. I Can't Stand the Rain (Extended Version) – 5:43
2. Let's Pretend We're Married (Live Version) – 4:22
3. Nutbush City Limits (Live Version) – 2:56

## Classifiche
| Classifica (1986) | Posizione più alta |
| ----------------- | ------------------ |
| Regno Unito       | 57                 |
| Francia           | 2                  |
| Germania          | 7                  |
| Svizzera          | 15                 |
| Austria           | 6                  |
| Irlanda           | 20                 |